# Опрокидывающие выборы
Опрокидывающие выборы (англ. stunning elections «ошеломляющие выборы») — один из редких мирных сценариев демократизации авторитарных или гибридных режимов через частично свободные выборы, на которых оппозиция либо побеждает, либо формирует большинство в парламенте и начинает значимо влиять на процесс принятия решений, однако «опрокидывающими выборами» называют также такие выборы, когда оппозиция получила больше голосов, чем все рассчитывали, как, например, неожиданный успех Народного блока во время выборов в Малайзии в 2008 году.
Майкл Макфол для описания ситуаций, когда выборы стали триггером крушения недемократических режимов использует термин «электоральная революция».
Борис Макаренко выделяет три сценария опрокидывающих выборов:
- в результате эволюционной деформации авторитарного режима в сторону демократизации;
- как неудачная попытка легитимизации в результате плохой оценки правящими элитами настроения электората;
- как продолжение реформ по демократизации, начатых самой правящей элитой, но под давлением общества зашедших дальше планируемого.

### Примеры опрокидывающего голосования
В качестве примеров подобных выборов указываются:
- Парламентские выборы[англ.] в Бразилии в 1974 году, Бразильское демократическое движение выиграло у партии Эрнесту Гейзела Альянс национального обновления, получив 59 % в верхней и 48 % мест в нижней палатах парламента;[6]
- Парламентские выборы в Индии в 1977 году, Джаяпракаш Нараян выиграл у Индиры Ганди;[4]
- Президентские выборы[англ.] на Филиппинах в 1986 году, Корасон Акино выиграла у Фердинанда Маркоса;[4]
- Парламентские выборы в Польше в 1989 году, Лех Валенса выиграл у Войцеха Ярузельского;[4]
- Выборы народных депутатов СССР (1989);[4]
- Президентские выборы в Чили в 1989 году, Патрисио Эйлвин выиграл, заменив на посту Аугусто Пиночета;[4]
- Всеобщие выборы[англ.] в Мексике в 2000 году, Висенте Фокс выиграл у Франциско Лабастида[англ.];[4]
- Парламентские выборы в Венесуэле в 2015, Хуан Гуайдо выиграл у Николаса Мадуро;[7][5]
- Всеобщие выборы в Малайзии в 2018 году, Махатхир Мохамад выиграл у Наджиба Разака;[8]
- Парламентские выборы 2020 года в Черногории, когда правящая Социалистическая партия потеряла большинство в парламенте.

Пол Пирсон отмечает, что в развитых индустриальных демократиях существует тенденция кандидатов менять свою риторику в зависимости от тактики и предпочитаемой аудитории своих оппонентов. Также он отмечает, что изменение избирателями своего поведения таким образом, чтобы не «тратить» свой голос на любимого, но непроходного кандидата, приводит к незапланированным неоднородностям в результатах выборов, особенно в условиях плюрализма. Андреас Шедлер (Andreas Schedler) по стопам Джорджа Цебелиса утверждает, что даже если результаты опрокидывающих выборов не признаются правящими элитами, это через уличные протесты приводит к смене режима путём «двухступенчатой демократизации выборами».